# Unmei janai hito
Unmei janai hito (運命じゃない人?), noto anche con il titolo internazionale A Stranger of Mine, è un film del 2005 scritto e diretto da Kenji Uchida. Nel 2011 la pellicola ha avuto un rifacimento sudcoreano, Couples.

## Trama
Cinque persone, per motivi differenti, si ritrovano tutte nello stesso ristorante: Miyata è un uomo d'affari che - dopo essere lasciato dalla propria fidanzata - è caduto in depressione; il suo migliore amico, Yusuke, è un investigatore privato stanco del proprio lavoro, il quale desidererebbe rifarsi una vita. Miyata incontra infine Maki, una ragazza con varie relazioni alle spalle, e inizia a parlare con lei.

## Distribuzione
In Giappone la pellicola è stata distribuita dalla Klock Work a partire dal 16 luglio 2005, dopo essere stata presentata al Festival di Cannes il 14 maggio 2005.